# Schnepfenkopf
Der Schnepfenkopf, Schnepfenschnabel oder Schöpfer (Haustellum haustellum) ist eine Schnecke aus der Familie der Stachelschnecken (Muricidae), die im Indopazifik verbreitet ist.

## Merkmale
Das bräunlich rotgelbe, mit rotbraunen Streifen überzogene Schneckenhaus von Haustellum haustellum, das bei ausgewachsenen Schnecken eine Länge von bis zu 10 bis 15 cm erreicht, hat einen kugelig bauchigen Körperumgang mit drei Querreihen von Knötchen zwischen den Wülsten, ein kurzes Gewinde und einen sehr langen und dünnen Siphonalkanal. Die Gehäusemündung ist fast kreisrund, am Eingang gefurcht und im inneren glatt und weiß. Zur Spindel hin vervollständigt der Lippenrand die Mündung. Stacheln am Gehäuse fehlen. Das Operculum ist hornig.

## Verbreitung
Der Schnepfenkopf ist im Indopazifik weit verbreitet; im Roten Meer und im Indischen Ozean von der Küste Ostafrikas ostwärts, um Madagaskar und die Maskarenen, bis im Pazifischen Ozean bis nach Melanesien, von Japan bis nach Queensland (Australien) und Neukaledonien.

## Lebensraum
Der Schnepfenkopf lebt auf Sand und Kies in der Gezeitenzone und unterhalb bis in 90 m Tiefe.

## Nahrung
Haustellum haustellum ernährt sich unter anderem von Aas.

## Bedeutung für den Menschen
Haustellum haustellum, lange Zeit unter dem Originalnamen Murex haustellum von Linné bekannt. Die Art wird wegen ihres Fleisches und wegen ihrer Schale gesammelt, die als Schmuck verkauft wird.